# Virgilio García Peñaranda
Virgilio García Peñaranda   (Molina de Segura, 1898 - Palma, 1971) fou un metge i cirurgià murcià establert a Mallorca.
Es llicencià en medicina a la Universitat de Madrid (1914). Ingressat dins el cos de sanitat militar, fou destinat a Larraix (Marroc) i a Melilla. Traslladat a Palma devers 1923, fou cap del servei de cirurgia de l'Hospital Militar de la ciutat.
Durant la Segona República, García Peñaranda es va fer famós com a organitzador de tertúlies culturals i per la seva col·laboració amb les organitzacions obreres mallorquines. Després de l'alçament militar del 18 de juliol de 1936 fou desposseït del seu càrrec, empresonat i sotmès a un consell de guerra; però gràcies a la defensa de Miquel Villalonga Pons, germà del també metge i escriptor Llorenç Villalonga, fou finalment alliberat. Durant els anys quaranta col·laborà amb els grups d'oposició antifranquista mallorquina.
| « | Les tertúlies dels García Peñaranda arreplegaven a la gent més diversa. […] En començar la Guerra Civil tot aquest món s'enfonsà immediatament. Els Peñaranda eren coneguts per les seves idees esquerranes i liberals. Això tengué com a conseqüència que fossin empresonats. Havien fet amistat amb diverses famílies de Mallorca molt ben situades, però aquesta gent els abandonà completament quan arribà la guerra i foren detenguts. Fou el germà Miquel qui defensà Virgilio —havia estat tancat a la Missió— en el consell de guerra i contribuí al seu alliberament. | » |
| — Notes autobiogràfiques de Llorenç Villalonga (transcripció de Damià Ferrà-Ponç), Randa, n. 15 (1983) | |   |

Amb el seu germà Vicente va fundar els anys 20 la Clínica Peñaranda, centre sanitari privat situat a la zona de Can Bleda (Palma), en una illa entre la carretera de Valldemossa i el Carrer d'Alfons el Magnànim (abans carretera de Sóller). El centre romangué obert fins després de la mort de sengles germans als anys 70. Posteriorment, l'Ajuntament de Palma li va dedicar un carrer a la ciutat, juntament amb el seu germà Vicente, amb el nom de Carrer Germans García Peñaranda, prop d’on va estar l'edifici de la Clínica Peñaranda.
El 1935 fou distingit amb la Legió d'Honor per la difícil operació que havia fet amb èxit, l'estiu del 1934, a un capità de corbeta de l'esquadra francesa.